# Allopeba signaticornis
Allopeba signaticornis är en skalbaggsart som först beskrevs av Lucas 1859.  Allopeba signaticornis ingår i släktet Allopeba och familjen långhorningar. Inga underarter finns listade i Catalogue of Life.